# 面高正俊
面高 正俊（おもだか まさとし、1913年8月4日 - 1985年12月28日）は、日本の歴史学者。鹿児島大学名誉教授。専門は西洋史で、門割制度など薩摩藩についての研究もおこなった。
鹿児島県南さつま市の加世田地域生まれ。1931年鹿児島県立第二鹿児島中学校 (旧制)卒業、1935年第七高等学校造士館 (旧制)文科卒業、1938年東京帝国大学文学部西洋史学科卒業。神奈川県史跡調査員となるが、戦争に応召され負傷し療養中に終戦。母校の旧制鹿児島県立第二鹿児島中学校とその後身鹿児島県甲南高等学校で教諭を務めた後、1949年鹿児島大学鹿児島師範学校教授に就任。翌年鹿児島大学教育学部助教授、1967年4月鹿児島大学教育学部教授に昇任。1979年3月に定年退官し、鹿児島大学名誉教授。鹿児島県漕艇教会理事長も務めた。実業家の面高信俊（王子製紙役員）、工学者の面高和光（川崎重工業技術者から中日本自動車短期大学教授）は弟。天文学者の面高俊宏（鹿児島大学名誉教授）は息子。

## 論文
- 面高正俊「西欧における農奴制の一考察」『鹿児島大学教育学部研究紀要. 人文・社会科学編』第20号、鹿児島大学、1-10頁、ISSN 0389-6684、NAID 120001394536。
- 面高正俊「上甑に於ける割地制度--特に薩藩門割制度研究の一環として」『鹿児島大学教育学部教育研究所研究紀要』第6号、鹿児島大学、1954年、50-60頁、ISSN 0389665X、NAID 120001393872。
- 面高正俊「戦後におけるDomesday論考--特にその作成過程について」『鹿児島大学教育学部研究紀要 人文社会科学編』第16号、鹿児島大学、1965年5月、ISSN 03896684、NAID 120001394509。
- 面高正俊「佐々木家を中心として見たる薩藩と延岡藩(有馬家)との関係」『鹿児島大学教育学部研究紀要 人文社会科学編』第18号、鹿児島大学、1966年、1-12頁、ISSN 03896684、NAID 120001394512。
- 面高正俊「少年十字軍の教材論」『鹿児島大学教育学部研究紀要 人文社会科学編』第30号、鹿児島大学、1978年、p139-152、ISSN 03896684、NAID 120001394636。